# Erongarícuaro
Erongarícuaro è una municipalità dello stato di Michoacán, nel Messico centrale, il cui capoluogo è la località omonima.
La municipalità conta 14.555 abitanti (2010) e ha un'estensione di 246,53 km².
Il nome della località in lingua P'urhépecha significa luogo della speranza.